# Гримшо (Алберта)
Гримшо (енгл. Grimshaw) је варош у северном делу канадске провинције Алберта и део је статистичке регије Северна Алберта. Варошица је смештена на раскрсници локалних путева 2 и 35 западно од варошице Пис Ривер.
Насеље је основано 1921. године. Године 1930. добило је статус села, а 1953. и статус вароши. Насеље је добило име у част лекара др. Метјуа Гримшоа (Matthew E. Grimshaw) који је међу првима боравио и радио у том подручју.
Према резултатима пописа становништва из 2011. у варошици је живело 2.515 становника у 1.093 домаћинства, 
што је за 0,9% мање у односу на попис из 2006. када је регистровано 2.537 житеља.

## Становништво
| 2011. |
| ----- |
| 2.515 |